# Unione Sportiva Città di Jesolo 2005-2006
Questa voce raccoglie le informazioni riguardanti  la società calcistica italiana Unione Sportiva Città di Jesolo nelle competizioni ufficiali della stagione 2005-2006.

## Rosa
| N. |                   | Ruolo | Calciatore            |
| -- | ----------------- | ----- | --------------------- |
|    | Italia (bandiera) | C     | Nicola Albanese       |
|    | Italia (bandiera) | D     | Fabrizio Albonetti    |
|    | Italia (bandiera) | C     | Alessandro Ballarin   |
|    | Italia (bandiera) | C     | Stefano Ballarin      |
|    | Italia (bandiera) | D     | Cristian Bari         |
|    | Italia (bandiera) | A     | Nicola Bisso          |
|    | Italia (bandiera) | C     | Andrea Briglia        |
|    | Italia (bandiera) | D     | Alessandro De Bertoli |
|    | Italia (bandiera) | C     | Andrea De Cecco       |
|    | Italia (bandiera) | A     | Luca Faggian          |
|    | Italia (bandiera) | P     | Claudio Furlan        |
|    | Italia (bandiera) |       | Daniel Furlan Freguia |
|    | Italia (bandiera) | C     | Nicola Lonzar         |

| N. |                    | Ruolo | Calciatore          |
| -- | ------------------ | ----- | ------------------- |
|    | Italia (bandiera)  | A     | Cristiano Masitto   |
|    | Italia (bandiera)  | D     | Daniele Moroni      |
|    | Senegal (bandiera) | D     | Pape Ibrahima Ndoye |
|    | Italia (bandiera)  | A     | Marco Pescara       |
|    | Italia (bandiera)  | A     | Giulio Pivetta      |
|    | Italia (bandiera)  | C     | Eros Schiavon       |
|    | Italia (bandiera)  | A     | Alessio Silvestro   |
|    | Italia (bandiera)  | D     | Dario Teso          |
|    | Italia (bandiera)  | A     | Paolo Zanardo       |
|    | Italia (bandiera)  | A     | Sebastiano Zane     |
|    | Italia (bandiera)  | D     | Davide Zanon        |
|    | Italia (bandiera)  | A     | Massimo Zavattin    |
|    | Italia (bandiera)  | D     | Matteo Folin        |